# El retrat del meu germà mort
El retrat del meu germà mort és un oli sobre tela pintat el 1963 per Salvador Dalí. El quadre s'exposa al Salvador Dalí Museum de St. Petersburg, als Estats Units.
Destaca en l'obra la tècnica de l'antimatèria: s'hi mostren una sèrie de punts vermells i negres fets amb cireres. Les cireres negres formen el rostre del germà mentre que les roges el rostre de Salvador viu. D'aquesta manera, l'artista torna a les seves imatges dobles, component un retrat que no és solament del seu germà sinó també de si mateix. El pintor pinta al costat dret de la pintura una sèrie de soldats, o conquistadors, que empunyen llances i avancen cap al rostre del germà mort per ajudar el pintor a desfer-se d'ell. D'entre el cap del retrat destaca el bec i l'ull d'una au que té com a significat que l'au sotja la destinació del germà mort.